# Benno Lensdorf
Benno Lensdorf (* 3. Februar 1943 in Essen) ist ein deutscher Kommunalpolitiker der CDU.  2012 leitete er gemeinsam mit Stadtdirektor Peter Greulich (Bündnis 90/Die Grünen) das Bürgermeisteramt von Duisburg kommissarisch als Nachfolger von Adolf Sauerland (CDU), der nach dem Unglück bei der Loveparade 2010 durch einen Bürgerentscheid abgewählt wurde. Bei der Hauptwahl am 17. Juni 2012 erzielte er 21,12 % der Stimmen und unterlag damit dem SPD-Gegenkandidaten Sören Link, der 48,3 % erreichte, jedoch die absolute Mehrheit verfehlte. Bei der Stichwahl am 1. Juli 2012 unterlag er mit 28,04 % der Stimmen Sören Link, der 71,96 % erzielte.

## Leben
Nach seiner Schulzeit machte er eine Ausbildung zum Bankkaufmann und später wurde er Geschäftsführer seines Familienbetriebes. Der ehemalige Fraktionschef der CDU ist seit mehr als 15 Jahren Ratsherr im Stadtrat von Duisburg. Sein Wahlbezirk ist Ruhrort/Alt-Homberg-Mitte. Lensdorf ist außerdem Bundesvorstandsmitglied der Mittelstands- und Wirtschaftsvereinigung.
Lensdorf ist verheiratet und hat zwei Söhne sowie sechs Enkelkinder.